# Catimini (vêtements)
Pour les articles homonymes, voir Catimini.
Catimini est une marque française de prêt-à-porter haut de gamme pour enfants fondée en 1972 à Cholet par Monique et Paul Salmon. Elle est rachetée en 2000 par le Groupe Zannier. Elle est exploitée par la société ID KIDS.

## Histoire

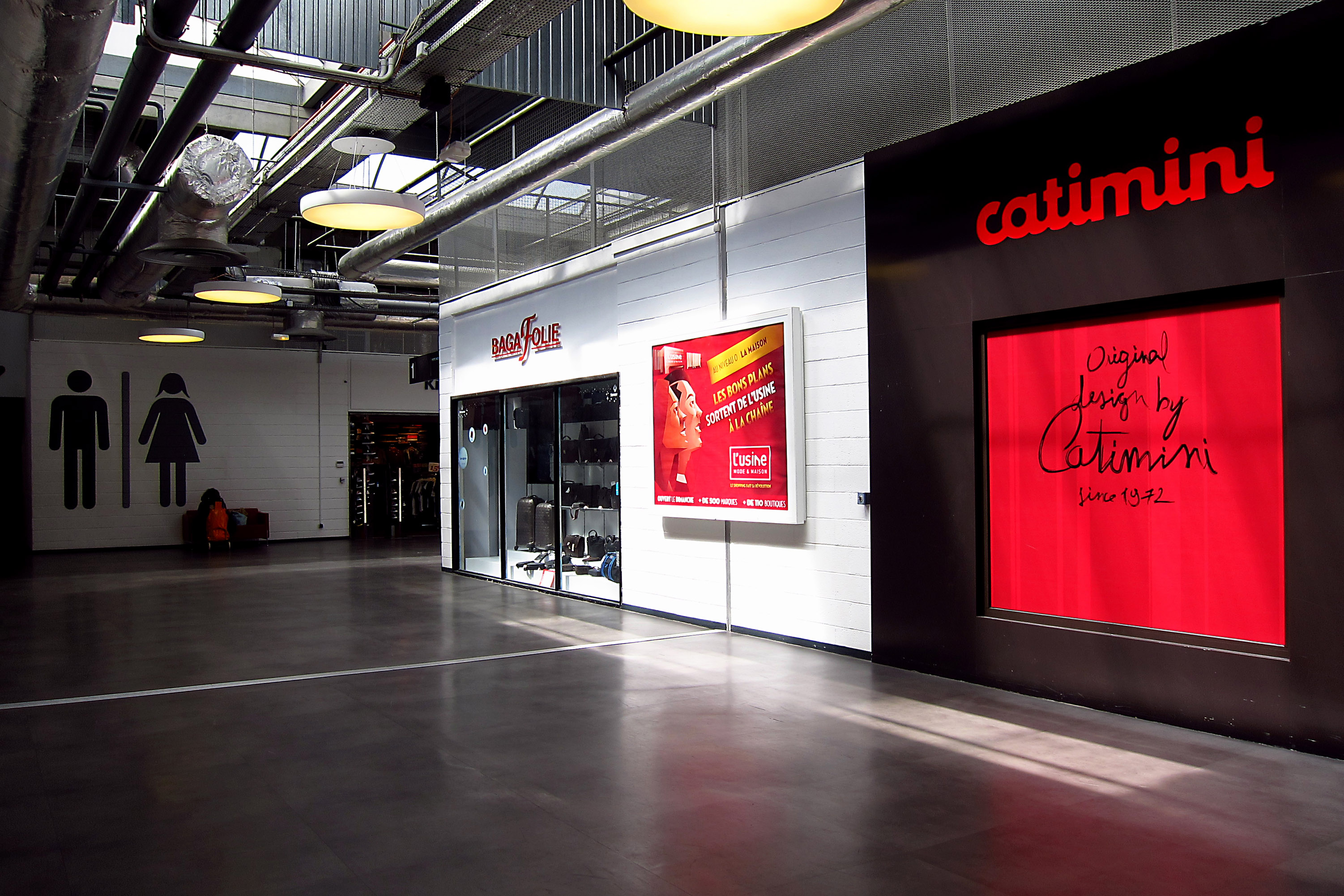
Magasin à L'Usine Mode & Maison (Vélizy-Villacoublay, France)

La marque Catimini est fondée en 1972 à Cholet par Monique et Paul Salmon. Grâce à un prêt de son père, Paul Salmon crée une entreprise de 3 personnes où lui et sa femme ont pour projet de « faire des vêtements pour enfants très gais, en lien avec l'actualité du monde sans être dans la tendance. ». 
Dès le début, ils décident de faire appel à des sous-traitants pour assurer la fabrication car cette activité ne les intéresse pas. Le succès est immédiat et rapidement la marque vise le marché international. Dès 1977, celui-ci représente 40 % du chiffre d'affaires,. 
En 1975, la marque change de nom pour Catimini. Pour rester innovante, elle met en place en 1983 un bureau de recherche, dont plusieurs employées sont diplômées des Beaux-Arts, pour assurer la création et concevoir des vêtements perpétuellement originaux,. Passionné par les Fiat 500, Paul Salmon en utilise une trentaine sérigraphiée pour promouvoir l'ouverture de nouvelles boutiques ,.
Durant les années 1990, l'entreprise connaît une croissance continue de 7,5 % par an pour un bénéfice net annuel d'environ 25 millions de francs. En 1999, l'effectif de la société se monte à 800 personnes pour un chiffre d'affaires estimé à 520 millions de francs. 
Un an plus tard, Catimini s'allie au groupe Permis de Construire, qui comprend principalement IKKS, pour fonder Génération Y2K,. Cette opération ne se révèle pas aussi rentable que prévu et le groupe se retrouve dans l'obligation de fermer une quinzaine de boutiques. Génération Y2K est racheté en mars 2000 par le groupe de prêt-à-porter Zannier pour la somme de 330 millions de francs, dont 200 millions en actions. En 2011, l'entreprise réalise un chiffre d'affaires annuel d'environ 20 millions d'euros.

## Données financières
Le chiffre d'affaires des ventes on-line est confié à la société Digital Store.